# Gertrud Ranft
Lieselotte Gertrud Ranft, geb. Fleischer (geb. 1917 in Berlin-Steglitz; gest. (?)) war Pädagogin, Kunsterzieherin und Autorin.
Sie war Tochter von Wilhelm und Thekla Fleischer, und verheiratet seit dem 21. März 1940 mit Hans-Volkmar Ranft (1906–1944).
In Eisenberg betrieb sie erfolgreich eine Werkstatt für Kleinplastiken. Seit 1948 arbeitete sie als Kunstpädagogin in Eisenberg. Im Jahr 1953 zogen die Ranfts nach Weimar, wo Gertrud Ranft in Goethes Wohnhaus am Frauenplan als pädagogische Mitarbeiterin in der Arbeitsgruppe „Volksbildung“ tätig war und auch Führungen durch dieses Haus übernahm. Gertrud Ranft schrieb mehrere Führer zu Orten der klassischen deutschen Literatur, das heißt insbesondere zu Weimar.